# Стефан Савов
 Тази статия е за българския политик.  За актьора вижте Стефан Савов (актьор).  За сценографа вижте Стефан Савов (сценограф).
Стефан Димитров Савов е български политик.

## Биография
Роден е в София на 8 януари 1924 г. Внук е на Стефанаки Савов, син на индустриалеца и министър на финансите Димитър Савов. Завършва Първа софийска мъжка гимназия и право в Софийския университет.
През декември 1944 г. заедно със семейството на майка си е интерниран в село Босна, а след това във Враца. По-късно лежи в лагерите Богданов дол и Белене.
До 1989 г. работи тежка строителна работа и като преводач от испански език. Превел е над 30 книги, заместник-председател на Съюза на преводачите. Сред превежданите от него автори са Алехо Карпентиер, Хуан Карлос Онети, Ромуло Галегос. Член на Ротари клуб. Два пъти е носител носител на наградата на Съюза на преводачите – за преводите му на „Приложението на метода“ на Карпентиер (1978) и на „За да се родя, родих се“ на Пабло Неруда (1984).
След 1989 г. се включва в политиката и става председател на възстановената Демократическа партия и един от лидерите на Съюз на демократичните сили (СДС), народен представител във VII ВНС и XXXVI обикновено народно събрание.
На 10 юли 1991 г. по негова идея 20 депутати от СДС започват безсрочна гладна стачка срещу приемането на нова конституция. Стачката продължава 9 дни.
По време на дискусията в СДС през октомври 1991 г. „Подкрепа“ предлага кандидатурата му за президент, но е номиниран Желю Желев.
През октомври 1991 г. е избран за председател на Народното събрание. На 24 септември 1992 г. подава оставката си в отговор на правителствената криза и под натиска на Ахмед Доган и ДПС.
На 13 май 1993 г., обявен за ден на недоволството от реставрацията на комунизма, пред сградата на Народното събрание Стефан Савов е бит от полицаи.
През октомври 1994 г. ръководената от него Демократическа партия влиза в коалиция с БЗНС на Анастасия Мозер и нарича новото политическо обединение Народен съюз. Народният съюз води преговори със Съюза на демократичните сили за обща коалиция. На изборите през 1997 г. наистина се явяват с общи листи.
През 1997 г. внася в Народното събрание законопроект за Закон за лустрацията.
Стефан Савов е награден с медала на Съвета на Европа за особени заслуги към демокрацията.
Умира навръх рождения си ден, на 8 януари 2000 г. в Правителствена болница в София.

## Памет
На Стефан Савов е наречена улица в квартал „Витоша“ в София (Карта). В началото на 2001 г. в присъствието на министър-председателя Иван Костов е открита паметна плоча на входа на дома му.